# 안원대군
안원대군(安原大君, 생몰년 미상)은  목조의 둘째 아들로, 이름은 이진(李珍), 자는 국서(國瑞), 시호는 충장(忠壯)이다. 목조가 원으로 이주할 때 따라가 현량과에 급제하여 선무장군(宣武將軍), 금주병마도총독(錦州兵馬都總督) 등을 지냈다. 1872년 12월 3일 고종에 의해 추봉되었다.

## 가족 관계

### 선조
- 조부 : 이양무(李陽茂, ? ~ 1231년)
- 조모 : 삼척 이씨(三陟 李氏, ? ~ ?) - 상장군 이강제(李康濟)의 딸
  - 부 : 조선 추존왕 목조대왕(穆祖大王, ? ~ 1274년)
- 외조부 : 천우위장사 이숙(李肅, ? ~ ?)
- 외조모 : 돌산군부인 정씨(突山郡夫人 鄭氏, ? ~ ?)
  - 모 : 효공왕후 평창 이씨(孝恭王后 平昌李氏, ? ~ ?)
    - 형 : 안천대군 이어선 (安川大君 李於仙, ? ~ 1274년)
    - 동생 : 안풍대군 이정 (安豊大君 李精, ? ~ ?)
    - 동생 : 익조대왕 이행리 (翼祖大王 李行里, ? ~ ?)
    - 동생 : 안창대군 이매불 (安昌大君 李梅拂, ? ~ ?)
    - 동생 : 안흥대군 이구수 (安興大君 李球壽, ? ~ ?)

### 부인과 후손
- 부인 : 평산부부인 평산 신씨(平山府夫人 平山申氏, ? ~ ?)
  - 장남 : 평해군 이시(平海君 李施, ? ~ ?)
  - 차남 : 동해군 이보하(東海君 李輔夏, ? ~ ?)

## 후손
- 이제마
- 이광수
- 이영근